# There Will Never Be Another Tonight
There Will Never Be Another Tonight is een nummer van de Canadese muzikant Bryan Adams uit 1991. Het is de derde single van zijn zesde studioalbum Waking Up the Neighbours.
Het nummer ontstond uit een demo die "Buddy Holly Idea" heette, omdat het vaag deed denken aan Peggy Sue van Buddy Holly. Uiteindelijk werd de demo uitgewerkt tot een heel nummer met als titel "There Will Never Be Another Tonight". De plaat kende het meeste succes in Adams' thuisland Canada, waar het de 2e positie bereikte. In de Nederlandse Top 40 kwam het tot een bescheiden 27e positie, terwijl het in de Vlaamse Radio 2 Top 30 op de 17e positie terechtkwam.